# Uraat

Structuur van het Uraat-ion

Uraten zijn zouten van urinezuur. Als er bij nierfunctiestoornissen te hoge concentraties van urinezuur voorkomen, kan er kristalvorming optreden. Dit kan gebeuren in de gewrichtsspleet, dit heet jicht. Het kan ook gebeuren in de nieren, dan ontstaan nierstenen.